# Jajčić
Jajčić (cyr. Јајчић) – wieś w Serbii, w okręgu kolubarskim, w gminie Ljig. W 2011 roku liczyła 352 mieszkańców.